# Blodwen
Blodwen (Pronuncia gallese:ˈblɔdwɛn) è un'opera in tre atti composta nel 1876-1877 da Joseph Parry su un libretto in gallese di Richard Davies. Fu la prima opera scritta in lingua gallese.

## Storia
L'opera fu rappresentata per la prima volta il 21 maggio 1878 alla Temperance Hall di Aberystwyth, con la direzione di Parry stesso.
Fu ben accolta, un giornalista della rivista in lingua gallese Y Faner affermò che l'opera era il "pezzo più affascinante di musica" che avesse mai sentito.
Dopo la prima esibizione ad Aberystwyth, Blodwen fu portata in tournée nelle contee di Glamorgan e Monmouthshire e fu interpretata dal Welsh Representative Choir di Bristol e all'Alexandra Palace di Londra. Viaggiarono in treno da Aberdare a Londra e Parry scrisse alla stampa per dire che le persone erano benvenute se volevano unirsi ai cantanti durante il viaggio.
Nell'estate del 1879 il compositore affermò che la sua opera era stata eseguita circa cinquanta volte e che il suo prossimo obiettivo era un grande spettacolo su larga scala "con costumi ed aspetto appropriati". Ciò accadde ad Aberdare il 26 dicembre 1879, quando il lavoro fu eseguito dall'Unione corale sotto la direzione di Rees Evans e con Llew Llwyfo tra i cantanti.
Nel 1896 l'opera era stata eseguita 500 volte.
L'opera fu eseguita al Menai Music Festival del 1978, in una versione ri-orchestrata da Dulais Rhys. È stata pubblicata una registrazione su CD dello spettacolo. Nel 2016 Dulais Rhys ha pubblicato una versione da camera dell'opera.

## Personaggi
| Personaggio                                                  | Ruolo nell'opera                                                         | Registro vocale    |
| ------------------------------------------------------------ | ------------------------------------------------------------------------ | ------------------ |
| Blodwen                                                      | Figlia di Rhys Gwyn, un Eroe Gallese, che si suppone caduto in battaglia | Soprano principale |
| Elen                                                         | Figlia di Lady Maelor                                                    | Secondo soprano    |
| Lady Maelor                                                  |                                                                          | Contralto          |
| Sir Hywel Ddu                                                | Il Cavaliere di Snowdon Castle                                           | Tenore principale  |
| Il Messaggero di Lady Maelor                                 |                                                                          | Secondo tenore     |
| Arthur of Berwyn                                             | Un guerriero Gallese                                                     | Baritono           |
| Iolo                                                         | Un Bardo                                                                 | Basso principale   |
| Un Monaco                                                    |                                                                          | Secondo basso      |
| Rhys Gwyn                                                    | Padre di Blodwen                                                         | Terzo Basso        |
| Soldati, Servi, Cacciatori, Custodi del castello, Folla ecc. |                                                                          |                    |

## Trama
Oltre all'ultima scena, ambientata nel Castello di Chester, l'azione di Blodwen si svolge nel Galles del XIV secolo, a Castell Maelor (Castello di Maelor) nel nord-est del paese.

### Atto 1

#### Scena 1
L'opera si apre alla vigilia del matrimonio di Elen, figlia di Lady Maelor, con il guerriero gallese Arthur, di Castell Berwyn (Castello di Berwyn). Arriva la notizia che Syr (Sir) Hywel Ddu e la sua bellissima figlia adottiva, Blodwen, arriveranno a breve. Lady Maelor canta del suo piacere che loro ed altri stanno venendo al matrimonio e prega per la pace e la protezione di Dio per Elen e Arthur. Un coro di servitori canta la loro gioia mentre decorano le mura del castello e la camera di Elen con gigli e rose. Iolo, il Bardo, proclama la pace su Lady Maelor ed il castello e benedice Elen e Arthur. Arrivano Blodwen e Hywel; salutano cantando e augurano buona fortuna a Elen. Blodwen si lamenta che sua madre è morta e suo padre è dato per disperso in battaglia, ma esprime la sua felicità per essere riuscita a farla tornare a casa nel castello di Hywel: Castell yr Wyddfa (Castello di Snowdon). Lady Maelor canta del coraggio del padre di Blodwen e le assicura che è la benvenuta a Castell Maelor; Hywel la esorta a rimanere perché teme che la guerra stia arrivando e lui dovrà andar via a combattere. Iolo prevede che il potere del re inglese sarà rovesciato e che "una stella del mattino di tempi migliori sta sorgendo a est".

#### Scena 2
La celebrazione del matrimonio di Elen è interrotta dall'arrivo di tre soldati Plantageneti, che chiedono le chiavi del castello in nome del re Enrico d'Inghilterra. Lady Maelor e il coro li mandano via con un messaggio di sfida per il loro padrone.

### Atto 2

#### Scena 1
All'alba di fronte a Castell Maelor, i cacciatori cantano mentre partono per la caccia. Appare allora Iolo, che canta degli orribili portenti che si vedono nelle stelle. Appare poi Hywel e canta del suo amore per Blodwen (che è fuori dalla vista) in una delle arie più famose dell'opera. Lei risponde che innamorata di lui e, facendosi riconoscere, stuzzica Hywel che non è andato a caccia. Il seguente breve duetto d'amore, colloquialmente noto come "Hywel a Blodwen", rimane uno dei brani musicali più amati del Galles. I cacciatori tornano ma la loro gioia viene interrotta da un messaggero del Principe di Galles, che chiede agli uomini di Maelor di difendere il loro paese e prepararsi immediatamente alla battaglia contro l'esercito di Harry.

#### Scena 2
Dentro Castell Maelor Hywel e Arthur cantano un duetto scatenato mentre si preparano per la battaglia. Elen e Blodwen si congedano dai due guerrieri e ognuna mette un nastro bianco sul petto del proprio amante.

#### Scena 3
Nella camera di Lady Maelor arriva un messaggero che descrive la ferocia della battaglia e il coraggio eccezionale di Hywel e Arthur. Chiama Iolo per predire l'esito della battaglia. Egli risponde che il disastro è alle porte e che Lady Maelor dovrebbe confortare e sostenere Elen e Blodwen.

### Atto 3

#### Scena 1
Arthur è tornato a Castell Maelor, ferito a morte. Canta un ultimo addio a Elen e la scena si chiude con una processione corale funebre.

#### Scena 2
Un messaggero arriva a dire a Lady Maelor della sconfitta dell'esercito gallese e della morte di molti dei suoi capi. Hywel era uno dei guerrieri più coraggiosi, ma il messaggero non sa se è ancora vivo. Blodwen invoca poi le "brezze del cielo" per portarle notizie e cantare della perdita dei suoi genitori, del fratello e ora forse di Hywel. Poi arriva Iolo, portando la notizia che Hywel è stato catturato ed è al Castello di Chester in attesa dell'esecuzione.

#### Scena 3
La scena finale si svolge nella prigione di Chester Castle, dove i prigionieri gallesi cantano un coro ribelle. Lady Maelor, Blodwen e Iolo sono stati ammessi nella cella di Hywel per vederlo per l'ultima volta. Hywel canta una canzone di addio a Blodwen, un'aria che rimane una delle preferite dai tenori gallesi ancora fino ad oggi. Si sente una folla fuori dalle mura del castello per celebrare la vittoria inglese. Uno sconosciuto appare alla porta della cella e Iolo chiede di rivelare la sua identità. Lo sconosciuto non è altri che Rhys Gwyn, il padre di Blodwen, che si pensava fosse stato ucciso venti anni prima. Padre e figlia si riuniscono mentre Rhys Gwyn annuncia buone notizie: il re è morto e, di conseguenza, è stato rilasciato dalla prigionia ed è arrivato un ordine dalla corte che tutti i prigionieri siano liberati. L'opera si chiude con un coro di esultanza, durante il quale Parry intreccia alla sua musica la famosa marcia tradizionale "Men of Harlech".

### Esplicative
1. ↑  Re Henry era spesso noto come "Harry" e viene chiamato Harri nel libretto gallese.

### Bibliografiche
1. ↑   Adnoddau Digidol LlGC wedi eu Harchifo, su canmlwyddiant.llgc.org.uk. URL consultato il 28 gennaio 2010 (archiviato dall'url originale il 13 agosto 2011).
2. ↑   Joseph Parry Biography, su nme.com. URL consultato il 28 gennaio 2010 (archiviato dall'url originale il 4 giugno 2011).
3. 1 2  Blodwen: Opera Gymraeg gan Dr Joseph Parry
4. ↑   Dulais Rhys, Publishing a new version of the first Welsh opera [collegamento interrotto], su Tŷ Cerdd, Arts Council of Wales, 10 settembre 2015.
5. ↑   Menai Music Festival - Blodwen, su Sain. URL consultato il 1º luglio 2017 (archiviato dall'url originale il 23 maggio 2019).
6. ↑   Blodwen by Joseph Parry (PDF), su Welsh Gymanfa Ganu Association of Wisconsin. URL consultato il 1º luglio 2017.